# Lex (logiciel)

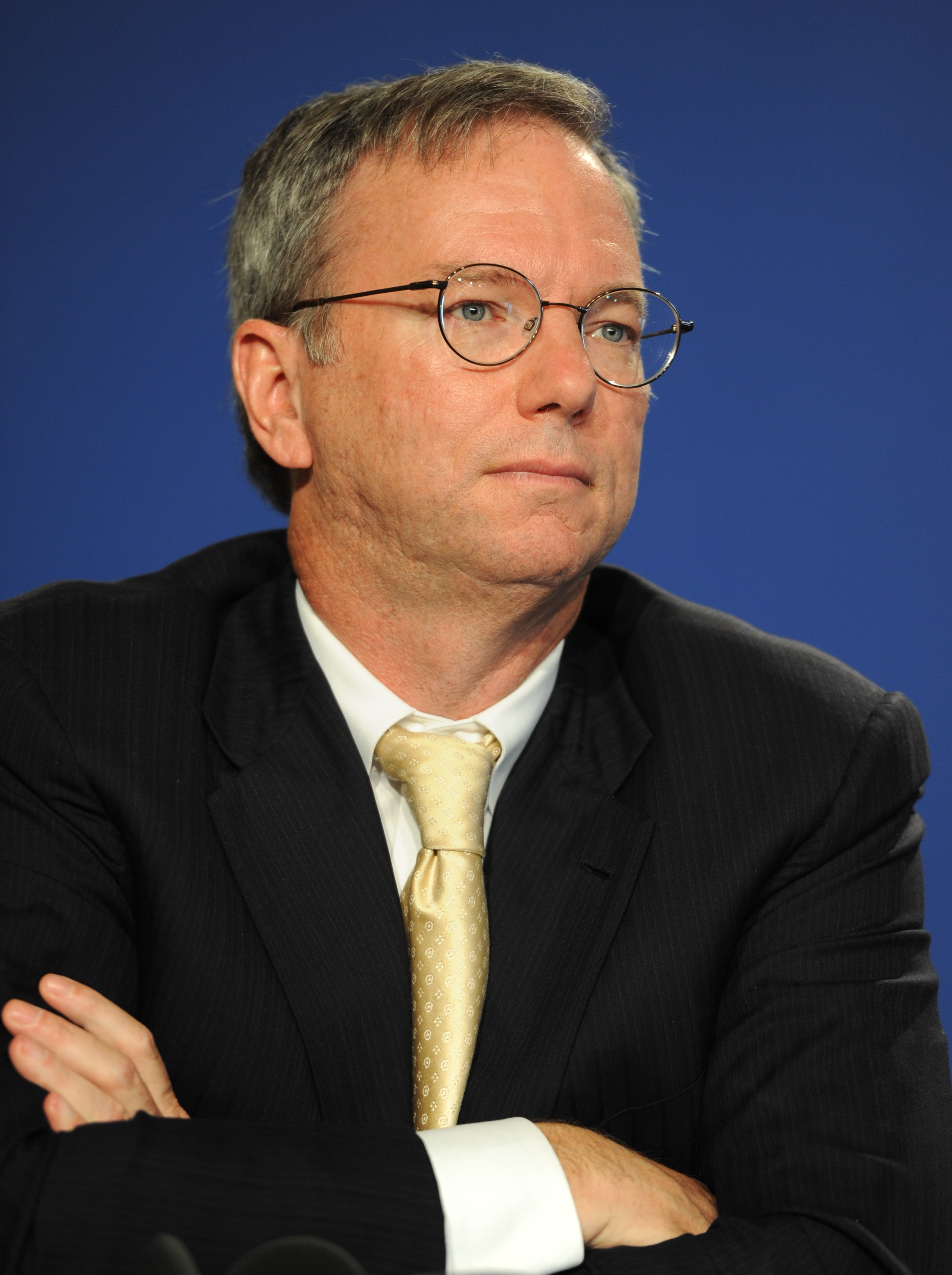
Éric Schmidt, programmeur de Lex..

Lex est un outil de génération d'analyseurs lexicaux en langage C. Du point de vue de la classification des langages, Lex est capable de traiter des langages de type 3 (réguliers). Il a été originellement écrit par Mike Lesk et Eric Schmidt (devenu PDG, puis président exécutif du conseil d'administration de Google) et fut décrit en 1975.
Il est fréquemment utilisé en association avec Yacc, générateur d'analyseur syntaxique. 